# 任道學
任道學（1555年—1592年），字用予，號養吾、又号忠齋，四川重慶府忠州人，民籍，明朝政治人物。

## 生平
萬曆四年（1576年）丙子科四川鄉試第四十名舉人，十四年（1586年）中式丙戌科會試第九十六名，三甲第二百五十六名進士。吏部觀政，十六年（1588年）六月授歸安縣知縣，二十年（1592年）卒於官。

## 家族
曾祖任俊；祖父任仲賓；父任鉞，壽官。母楊氏。永感下。兄任道遠（生員）、任道充（生員），弟任道成、任道可。